# Stor-Grinsjön
Stor-Grinsjön är en sjö i Ånge kommun i Medelpad och ingår i Ljungans huvudavrinningsområde. Sjön har en area på 0,336 kvadratkilometer och ligger 284,3 meter över havet.

## Delavrinningsområde
Stor-Grinsjön ingår i det delavrinningsområde (693518-147754) som SMHI kallar för Utloppet av Stor-Grinsjön. Medelhöjden är 372 meter över havet och ytan är 11,96 kvadratkilometer. Det finns inga avrinningsområden uppströms utan avrinningsområdet är högsta punkten. Vattendraget som avvattnar avrinningsområdet har biflödesordning 3, vilket innebär att vattnet flödar genom totalt 3 vattendrag innan det når havet efter 129 kilometer. Avrinningsområdet består mestadels av skog (91 procent). Avrinningsområdet har 0,33 kvadratkilometer vattenytor vilket ger det en sjöprocent på 2,7 procent.